# Кокуй (Костромская область)
Кокуй — упразднённая деревня в Шарьинском районе Костромской области России. Входила в состав Конёвского сельского поселения. Исключена из учётных данных в 2025 году.

## География
Деревня расположена у речки Каржа.

## История
Согласно Спискам населенных мест Российской империи в 1872 году деревня относилась к 2 стану Ветлужского уезда Костромской губернии. В ней числилось 22 двора, проживало 79 мужчин и 75 женщин.
Согласно переписи населения 1897 года в деревне проживало 256 человек (106 мужчин и 150 женщин).
Согласно Списку населенных мест Костромской губернии в 1907 году деревня Какуй относилась к Глушковской волости Ветлужского уезда Костромской губернии. По сведениям волостного правления за 1907 год в ней числилось 52 крестьянских двора и 324 жителя. В деревне имелась водяная мельница. Основным занятием жителей деревни был лесной промысел.

## Население
| 2008 | 2010 | 2014 |
| ---- | ---- | ---- |
| 0    | →0   | →0   |